# Duke (album)
Duke je deseti studijski album britanskog sastava Genesis. 

## Popis pjesama
Strana A
1. "Behind the Lines" – 5:31
2. "Duchess" – 6:26
3. "Guide Vocal" – 1:35
4. "Man of Our Times" – 5:34
5. "Misunderstanding" – 3:13
6. "Heathaze" – 4:59

Strana B
1. "Turn It On Again" – 3:50
2. "Alone Tonight" – 3:56
3. "Cul-de-sac" – 5:05
4. "Please Don't Ask" – 4:01
5. "Duke's Travels" – 8:40
6. "Duke's End" – 2:08

## Izvođači
- Phil Collins - vokal, bubnjevi, udaraljke
- Tony Banks - klavijature, vokal
- Mike Rutherford - gitara, 12-žičana gitara, bas-gitara, vokal